# Dortokidae
De Dortokidae zijn een familie van uitgestorven panpleurodire zoetwaterschildpadden, bekend uit het Krijt en Paleoceen van Europa. Er zijn slechts vier soorten benoemd, maar onbenoemde fossielen tonen aan dat ze tijdens het Krijt overvloedig aanwezig waren in West- en Oost-Centraal-Europa. De familie is alleen bekend van postcraniale overblijfselen.

## Geslachten
- Eodortoka, Pérez-García, Gasulla en Ortega 2014, Arcillas de Morellaformatie, Spanje, Vroeg-Krijt (Aptien)
- Dortoka, Lapparent de Broin en Murelaga 1999, Laño-vindplaats, Spanje, Laat-Krijt (Campanien-Maastrichtien), Sînpetru-formatie, Roemenië, Laat-Krijt (Maastrichtien)
- Ronella, Lapparent de Broin in Gheerbrant et al. 1999, Jibouformatie, Roemenië, Paleoceen (Thanetien) (alternatief beschouwd als een soort van Dortoka)